# Frederick John Howard
Pour les articles homonymes, voir Howard.
Frederick John Howard (1er mars 1814 – 28 février 1897), est un député britannique.

## Biographie
Il est le fils aîné de Frederick Howard (officier), troisième fils de Frederick Howard, 5e comte de Carlisle. Sa mère est Susan Lambton, fille de William Henry Lambton. Il est élu à la Chambre des Communes pour Youghal en 1837, un siège qu'il occupe jusqu'en 1841. Il est également Lieutenant-adjoint de Suffolk. Il est décédé le 28 février 1897.

## La famille

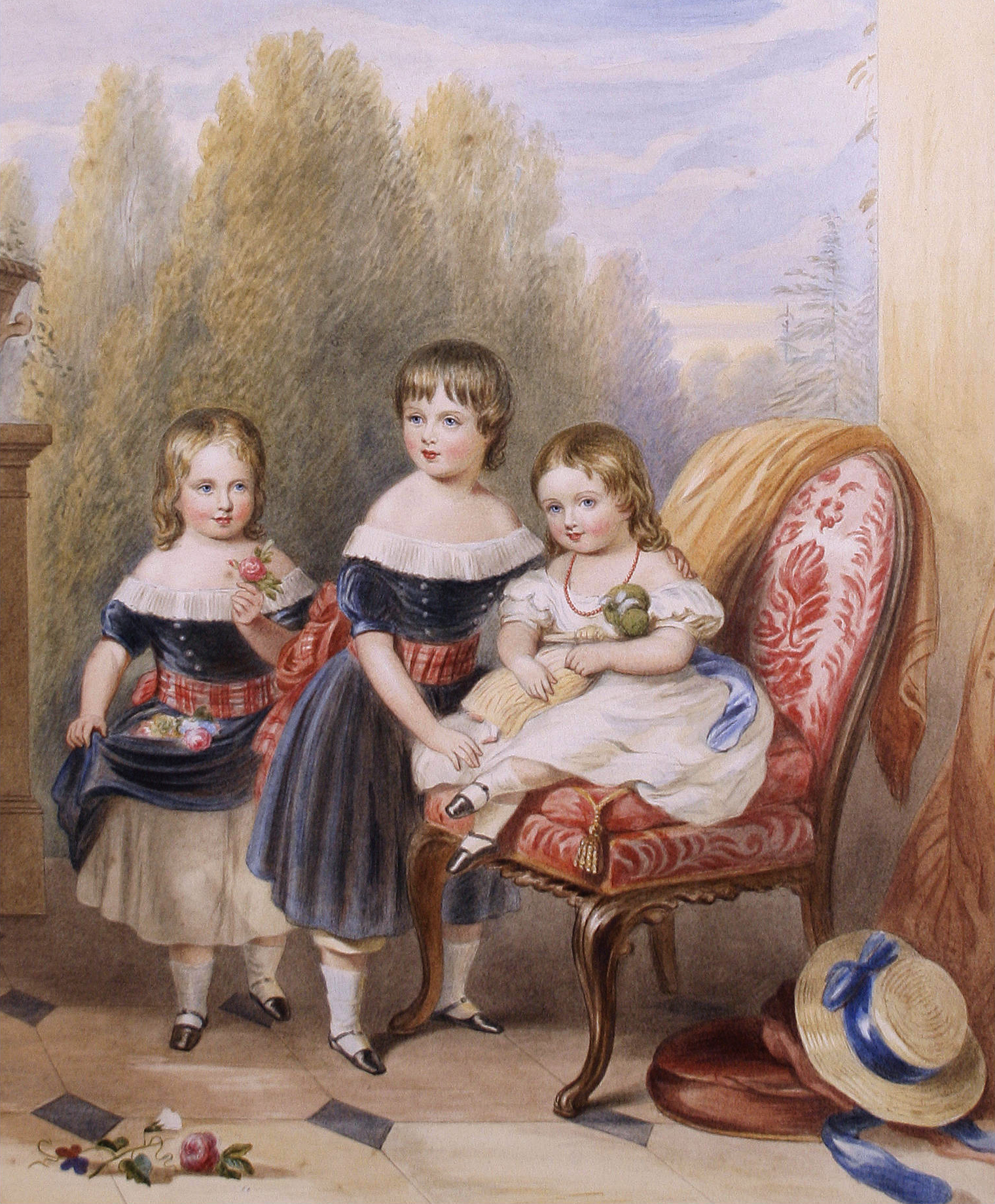
les trois enfants de Frederick John Howard (1814-1897) et Lady Fanny Cavendish. William et George, debout; Louisa, assise (Robert Dowling, 1844)

Il épouse Fanny (décembre 1885), fille de William Cavendish, en 1837. Ils ont cinq fils et trois filles. Leur fille Louise épouse Cecil Foljambe.